# Калитвинцев Юрій Миколайович
Ю́рій Микола́йович Кали́твинцев (рос. Юрий Николаевич Калитвинцев, нар. 5 травня 1968, Волгоград, Російська РФСР, СРСР) — український футбольний тренер, колишній радянський, російський та український футболіст, що виступав на позиції півзахисника. Майстер спорту України міжнародного класу (1999).

## Кар'єра футболіста

### Клубна кар'єра
У чемпіонатах СРСР виступав за волгоградський «Ротор» (1985―1986, 1988―1991) і ростовський СКА (1986―1988, під час перебування на армійській службі).
В кінці 1991 перейшов у московське «Динамо», у складі якого двічі став бронзовим призером чемпіонату Росії (1992, 1993). Початок сезону 1994 року відіграв у дублі «Динамо» в третій лізі, а залишок сезону — в нижньогородському «Локомотиві». Незважаючи на отриманий у кінці сезону в матчі з владикавказьким «Спартаком» перелом ноги, був запрошений у київське «Динамо» президентом клубу Григорієм Суркісом, відхиливши пропозицію московського «Торпедо». В київському «Динамо» Юрій Калитвинцев став диспетчером команди, через нього значною мірою будувалася відроджена гра, «Динамо» знову серйозно вийшло на європейську арену.
Після звинувачень Валерія Лобановського в програші чвертьфінального матчу Ліги Чемпіонів туринському «Ювентусу» в 1998 році перейшов в турецький «Трабзонспор», але залишив команду через декілька місяців через невиплати зарплати. Кар'єру футболіста закінчив у 2000 році в київському ЦСКА.

### Збірна України
Змінивши в 1994 році російське громадянство на українське, став гравцем збірної України, за яку провів 22 матчі та забив один гол.

## Тренерська робота
Як тренер починав працювати у клубі «Закарпаття» (Ужгород) (2001―2002) і з юнацькою збірною України (2003―2006).
З 2007 року тренував спільно з Геннадієм Литовченком команду «Динамо-2» (Київ), що виступала у першій лізі.
Очолювана Юрієм Калитвинцевим юнацька збірна України віком до 19 років (U-19) 2 серпня 2009 року стала чемпіоном Європи, перемігши у фіналі в Донецьку англійців з рахунком 2:0.
1 лютого 2010 року призначений асистентом нового головного тренера національної збірної України Мирона Маркевича. 25 серпня 2010 року призначений виконувачем обов'язків головного тренера національної збірної України.
6 червня 2016 року став головним тренером московського «Динамо».
25 лютого 2021 року був призначений головним тренером донецького «Олімпіка». Проте вже 3 травня 2021 року спеціаліста було звільнено з цієї посади через незадовільні результати команди. Під керівництвом Калитвинцева «Олімпік» переміг лише в одному матчі, один матч звів до нічиєї та програв вісім протистоянь.
15 червня 2021 року став головним тренером клубу «Полісся» (Житомир). 11 березня 2024 року на тлі поганих результатів гри команди подав у відставку.

## Досягнення
- Чотириразовий чемпіон України (1995—1998).
- Дворазовий володар Кубка України (1996, 1998).
- Дворазовий володар Кубка чемпіонів Співдружності (1997, 1998).
- Футболіст року в Україні: 1995.
- Футболіст року в чемпіонаті України: 1995.
- Двічі потрапляв у список 33 найкращих футболістів чемпіонату Росії (1992, 2 місце; 1994, 3 місце).
- Чемпіон Європи (U-19): 2009 (як тренер)

## Нагороди
- Орден «За заслуги» III (1998)[13], III (2006)[14] і II (2011)[15] ступенів.

## Виноски
1. ↑  Футбольные легенды Украины. Часть III. СПОРТ.UA (рос.). Архів оригіналу за 31 липня 2021. Процитовано 31 липня 2021.
2. ↑  Юрий Калитвинцев: «Даже мысли нет вернуться в Россию». sport.segodnya.ua (рос.). 19 грудня 2007.
3. ↑  Новим головним тренером збірної України став Мирон Маркевич. Архів оригіналу за 3 лютого 2010. Процитовано 2 лютого 2010.
4. ↑  Збірну довірили Калитвинцеву. Архів оригіналу за 1 лютого 2015. Процитовано 25 серпня 2010.
5. ↑  Екс-тренер збірної України став тренером московського Динамо. ukranews.com. Українські новини. 6 червня 2016. Архів оригіналу за 7 червня 2016.
6. ↑  ОФІЦІЙНО. Калитвинцев — головний тренер Олімпіка
7. ↑  Клуб УПЛ звільнив тренера, який був футболістом «Динамо». www.unian.ua (укр.). Архів оригіналу за 4 травня 2021. Процитовано 4 травня 2021.
8. ↑  Юрий Калитвинцев покинул Олимпик. ФК Олимпик (рос.). Архів оригіналу за 3 травня 2021. Процитовано 4 травня 2021.
9. ↑  Офіційно: Олімпік вдруге за сезон звільнив головного тренера. Телеканал Футбол (укр.). Архів оригіналу за 4 травня 2021. Процитовано 4 травня 2021.
10. ↑  Юрій Калитвинцев - новий головний тренер ФК "Полісся". polissyafc.com. Архів оригіналу за 30 липня 2021. Процитовано 31 липня 2021.
11. ↑  Полісся найближчим часом розлучиться з Калитвинцевим – ЗМІ. 10 березня 2024. Процитовано 11 березня 2024.
12. ↑  Калітвінцев подав у відставку з посади головного тренера Полісся. 11 березня 2024. Процитовано 11 березня 2024.
13. ↑  Указ Президента України № 59/98 від 27 січня 1998 г.
14. ↑  Указ Президента України № 697/2006 від 19 серпня 2006 г. Архів оригіналу за 6 листопада 2018. Процитовано 29 квітня 2012.
15. ↑  Указ Президента України № 1094/2011 від 1 грудня 2011 г. Архів оригіналу за 28 листопада 2012. Процитовано 29 квітня 2012.